# زبان‌های آلگانکی میانی
زبان‌های آلگانکی میانی یکی از زیر خانوادهای زبان‌های الگی و به‌طور کل زبان‌های آلگانکی است که همانند زبان‌های آلگانکی جلگه ای و بر خلاف زبان‌های آلگانکی شرقی به دلیل تشابه میان زبان‌های گروه، گروه‌بندی نشده‌اند، بلکه به دلیل موقعیت جغرافیایی نزدیک به همشان در یک گروه قرار می‌گیرند و تشابه چشمگیری با یکدیگر ندارند. تنها دو زبان تا حدودی متشابه در زبان‌های آلگانکی میانی وجود دارد، که پوتاواتومی و اوجیبوه هستند.